# Ha! Ha! Ha!
Ha! Ha! Ha! è il secondo album degli Ultravox, a quei tempi chiamati "Ultravox!" (col punto esclamativo).
L'album è uscito il 14 ottobre 1977, anticipato undici giorni prima dal 45 giri ROckWrok/Hiroshima mon amour. Nonostante lo scarso successo commerciale dell'album, la Island Records mantenne il contratto con il gruppo.
Dal momento che il titolo dell'album creava confusione - veniva chiamato  Ha!-Ha!-Ha!, Ha! Ha! Ha! e -ha!-ha!-ha!, il gruppo decise di abbandonare il punto esclamativo per le opere future.
Mentre il primo album Ultravox! subisce l'influenza del glam rock di Brian Eno, David Bowie e  Roxy Music, questo secondo album è orientato verso il punk, anche se amplia di molto l'uso di sintetizzatori e di tecniche di produzione elettronica. Il ricavato del primo album fu usato per arricchire la strumentistica, permettendo l'acquisto di un ARP Odyssey e, soprattutto, una drum machine Roland TR-77, che appare sul brano finale Hiroshima mon amour.
Quest'ultima fu eseguita dagli Ultravox nel 1978 all'Old Grey Whistle Test (una trasmissione musicale della BBC), e fu reinterpretata dai The Church nel 1999.
Ha!Ha!Ha! fu l'ultimo album con il chitarrista Stevie Shears, che fu licenziato dalla band all'inizio del 1978 dopo il successivo Ha!Ha!Ha! Tour, e sostituito da Robin Simon.
La canzone Young Savage fu nominata singolo della settimana nella trasmissione Mark & Lard's Radio 1 Show nel 2002.

## Tracce
1. ROckWrok (Foxx) – 3:34
2. The Frozen Ones (Foxx) – 4:07
3. Fear in the Western World (Foxx, Cann, Currie, Cross, Shears) – 4:00
4. Distant Smile (Currie, Foxx) – 5:21
5. The Man Who Dies Every Day (Foxx, Cross, Cann, Currie, Shears) – 4:10
6. Artificial Life (Currie, Foxx) – 4:59
7. While I'm Still Alive (Foxx) – 3:16
8. Hiroshima mon amour (Cann, Currie, Foxx) – 5:13

### Bonus track (ristampa 2006)
1. Young Savage - 2:56
2. The Man Who Dies Every Day (remix) - 4:15
3. Hiroshima mon amour (versione alternativa) - 4:54
4. Quirks - 1:40
5. The Man Who Dies Every Day (registrato dal vivo al Huddersfield Polytechnic) - 4:15
6. Young Savage (registrato dal vivo al The Marquee) - 3:25

## Formazione
- John Foxx - voce
- Stevie Shears - chitarra
- Chris Cross - basso, cori
- Warren Cann - batteria, cori, drum machine su traccia 8
- Billy Currie - violino, tastiere, sintetizzatore
- C.C. dei Gloria Mundi - sassofono su traccia 8